# Sleaszy Rider Records
Sleaszy Rider Records est un label indépendant grec de heavy metal et hard rock, basé à Județ d'Ilfov, en Roumanie. En Europe, il est distribué par Sony Music/EMI et se trouve en collaboration avec des labels renommés tels que Roadrunner Records, Pagan Records.

## Histoire
Sleaszy Rider Records est fondé en 1999 à Athènes par Tolis G. Palantzas en tant que distributeur de musique. Deux ans plus tard, Palantzas commence à éditer lui-même de la musique. Dès le début, Sleazy Rider Records publie différents styles de metal et de hard rock. En 2004, le label s'installe dans la région d'Épire.
À la fin de l'année 2020, le label déménage de nouveau. Sleaszy Rider Records quitte la Grèce pour s'installer à Mogoșoaia, dans le département d'Ilfov, en Roumanie. Parfois sous licence exclusive pour la Grèce, le label a publié des artistes populaires tels que Whitesnake, Motörhead et Def Leppard.

## Groupes et artistes
Groupes et artistes signés ou anciennement signés au label (2023) : 
- Aetherius Obscuritas
- Ancient
- Ashes You Leave
- Blut (2023)[6]
- Bomb and Scary
- Cain
- Celéne (2023)[7]
- Dedication
- Depression
- Dreamlike Horror
- Duster 69
- Edge of Anger
- Enemynside
- Fahrenheit
- Funeral Revolt
- Fragile vastness
- Galactika (2009)[8]
- Greifenstein
- Hannibal
- Holy Knights[9]
- The Illusion Fades
- Imagika (2007)[10]
- In Memory
- Irony
- Jerkstore
- Lipstixx Bulletz
- Lloth (2005)[11]
- The Lust
- Nocta
- Of the Archaengel[12]
- Odious
- On Thorns I Lay
- Pleurisy
- Powertrip
- Prejudice
- Psychotron
- Redrum
- Re-Vision (2008)[13]
- Ricky Warwick
- Sangre Eterna
- Satarial
- Shadowcast
- Snowblind
- Solar fragment
- Soulskinner
- Sound of Silence
- Space Mirrors
- Spider Kickers
- Thokkian Vortex
- Vinder
- W.A.N.T.E.D.
- W.E.B.
- Weeping Silence